# Potet
Potet är ett musikalbum med Jørun Bøgeberg, utgivet 2014 av det egna skivbolaget Basstard Musik. Albumet är Bøgebergs första album med norska texter. Albumet innehåller mycket ordlek i texterna. Till exempel er namnet på albumet, "Potet" (potatis) en ordlek med ordet "Poet". Bidragande musiker på albumet är Nils Einar Vinjor på gitarr och Trond Augland på trummor.

## Låtlista
1. "Bassoversveis" – 2:13
2. "Trall for maten" – 3:13
3. "Bryggeriboogie" – 3:59
4. "Hvissom atte lissom" – 3:18
5. "Asbjørn Sauesankar" – 5:07
6. "Bever Rag" – 1:24
7. "Vil ikke sove" – 3:44
8. "Elsker mine barn" – 3:57
9. "Slaraffenliv" – 5:28
10. "En ny dag" – 3:25
11. "Potet" – 5:15
12. "Fall til ro – 2:49

- Alla låtar skrivna av Jørun Bøgeberg.